# Miroslav Škoro
Miroslav Škoro (Osijek, 29 luglio 1962) è un politico e cantante croato.
È stato eletto alle elezioni del 2007 ed è stato membro del Parlamento per l'Unione Democratica Croata tra gennaio e novembre 2008.
Il 23 giugno 2019, ha annunciato la sua candidatura indipendente alle elezioni presidenziali in Croazia, arrivando terzo.
Il 29 febbraio 2020 fonda il suo nuovo partito politico, il Movimento Patriottico di Miroslav Škoro.